# Mladen Palac
Mladen Palac (18 de febrer de 1971), és un entrenador i jugador d'escacs croat, que té el títol de Gran Mestre des de 2007.
A la llista d'Elo de la FIDE del gener de 2016, hi tenia un Elo de 2574 punts, cosa que en feia el jugador número 6 (en actiu) de Croàcia. El seu màxim Elo va ser de 2606 punts, a la llista del juliol de 2012.

## Resultats destacats en competició
El 1998 fou campió del Festival d'escacs de Biel. Ha estat tres cops campió de Croàcia en els anys 2001, 2004 i 2012.

### Participació en olimpíades d'escacs
Palac ha participat, representant Croàcia, en sis Olimpíades d'escacs entre els anys 1996 i 2014, amb un resultat de (+20 =27 –9), per un 59,8% de la puntuació. El seu millor resultat el va fer a l'Olimpíada del 2012 en puntuar 6½ de 9 (+4 =5 -0), amb el 72,2% de la puntuació, amb una performance de 2661.